# Judith avec la tête d'Holopherne (Rubens)
Pour les articles homonymes, voir Judith et Holopherne.
Judith avec la tête d'Holopherne est un tableau réalisé par le peintre flamand Pierre Paul Rubens vers 1616-1618. D'un format proche du carré, cette huile sur bois est une peinture religieuse qui illustre un épisode du Livre de Judith, dans l'Ancien Testament. Elle représente Judith et sa servante portant ensemble la tête d'Holopherne à la lumière d'une torche que l'aînée tient de son autre main. Toujours armée de l'épée avec laquelle elle vient d'accomplir la décapitation, la jeune séductrice y figure un sein nu, le regard lancé vers le spectateur. L'œuvre est conservée au musée Herzog Anton Ulrich, à Brunswick, dans la Basse-Saxe, en Allemagne.